# Геологический молоток
Геологический молоток — инструмент для откалывания образцов породы. Используется геологами и палеонтологами.

## Внешний вид
По внешнему виду геологический молоток подобен ледорубу. Обычно одна сторона плоская четырёхугольная, другая заострённая (может иметь различную форму в зависимости от того, с какими породами предполагается работать). Молотки длиной обычно 40 см. Размер может варьироваться. Существуют геологические молотки с деревянными ручками и с резиновыми, цельные (где рукоятка прикрепляется снаружи на металлический стержень) или где металлическая часть прикрепляется к ручке.

## Использование
Изначально геологический молоток предназначен для откалывания образцов твёрдых горных породы от скал, валунов и т. д. Палеонтологи часто используют его для извлечения фоссилий (окаменелостей) из твёрдых пород. Также распространено использование геологического молотка для масштаба на фотографиях и зарисовках.
Геологический молоток был брошен одновременно с соколиным пером во время экспедиции на Луну для демонстрации равенства ускорения свободного падения для разных тел.